# عكرمة (إقليم الرحامنة)
 عكرمة  (بالإنجليزية: AKARMA)‏ هي جماعة قروية تابعة لإقليم الرحامنة ضمن جهة مراكش أسفي بالمغرب. بلغ مجموع عدد سكان  عكرمة  حسب إحصاءات 2004 حوالي 5662 نسمة يعيشون في 797 أسرة.

## إحصاء عام
| السنة | عدد السكان | عدد الأسر | عدد الأجانب |
| ----- | ---------- | --------- | ----------- |
| 1994  | 6006       | 786       | °°°°        |
| 2004  | 5662       | 797       | 0           |